# Tân Hiệp, Thạnh Hóa
Tân Hiệp là một xã thuộc huyện Thạnh Hóa, tỉnh Long An, Việt Nam.

## Địa lý
Tân Hiệp là một xã biên giới nằm ở phía bắc huyện Thạnh Hóa, có vị trí địa lý:
- Phía đông giáp xã Thuận Bình
- Phía tây giáp huyện Mộc Hóa
- Phía nam giáp xã Thạnh Phước
- Phía bắc giáp Campuchia.

Xã có diện tích 44,96 km², dân số năm 1999 là 3.430 người, mật độ dân số đạt 76 người/km².
Xã thuộc vùng Đồng Tháp Mười, hàng năm thường xuyên bị ngập lụt. Ngoài ra, trên địa bàn xã có hệ thống kênh rạch chằng chịt kết nối với các sông Vàm Cỏ Tây và Vàm Cỏ Đông.

## Hành chính
Xã được chia thành 4 ấp: 1, 2, 3, 4.

## Lịch sử
Địa bàn xã Tân Hiệp trước đây là một phần xã Thạnh Phước.
Ngày 26 tháng 6 năm 1989, Hội đồng Bộ trưởng ban hành Quyết định 74-HĐBT. Theo đó, chia xã Thạnh Phước thành hai xã Thạnh Phước và Tân Hiệp; đồng thời chuyển các xã Thạnh Phước và Tân Hiệp về huyện Thạnh Hóa mới thành lập.
Sau khi thành lập, xã Tân Hiệp có 2.900 ha diện tích tự nhiên và 1.950 người.